# Firstontario Centre
Firstontario Centre, tidigare Copps Coliseum, är en inomhusarena för idrott och evenemang i staden Hamilton i södra delen av delstaten Ontario i Kanada. När arenan byggdes fanns ambitionen att få med ett lag i NHL. Hamilton har dock fått nöja sig med farmarlag till denna liga. Arenan har dock fått vara värd för både Canada Cup i ishockey 1987 och 1991 och Junior-VM i Ishockey 1986.

## Evenemang (urval)
- Canada Cup i ishockey 1991
- Canada Cup i ishockey 1987
- Junior-VM i Ishockey 1986